# Hong Kong Premier League
Die Hong Kong Premier League, kurz HKPL (chinesisch 香港超級聯賽 / 香港超级联赛, kurz 港超聯 / 港超联 bzw. 港超 / 港超), ist die 2014 gegründete und seit der Saison 2014/15 stattfindende höchste Spielklasse der Stadt Hongkong. Sie wird von der Hong Kong Football Association organisiert. Seitdem die Liga vom Unternehmen Bank of China Group Life Assurance Company Limited als offiziellen Sponsor gewonnen werden konnte, heißt sie amtlich BOC Life Hong Kong Premier League (中銀人壽香港超級聯賽 / 中银人寿香港超级联赛).
Der Meister der HKPL qualifiziert sich für die Gruppenphase der AFC Champions League.

## Vereine
| Mannschaft              | Logo | 2014/15 | 2015/16 | 2016/17 | 2017/18 | 2018/19 | 2019/20 | 2020/21 | 2021/22 e | 2022/23 |
| ----------------------- | --- | ------- | ------- | ------- | ------- | ------- | ------- | ------- | --------- | ------- |
| Kitchee SC              | |         |         |         |         |         |         |         |           |         |
| Eastern AA 2            | |         |         |         |         |         |         |         |           |         |
| Pegasus FC 5            | [[Datei:Beispielbild.jpg\|rahmenlos\|25px]] -->style="background-color: var(--dewiki-hintergrundfarbe1); color: #808080; vertical-align: middle; text-align:center; text-transform: capitalize;" \| – |         |         |         |         |         |         |         |           |         |
| South China AA          | |         |         |         |         |         |         |         |           |         |
| Yuen Long FC 9          | [[Datei:Beispielbild.jpg\|rahmenlos\|25px]] -->style="background-color: var(--dewiki-hintergrundfarbe1); color: #808080; vertical-align: middle; text-align:center; text-transform: capitalize;" \| – |         |         |         |         |         |         |         |           |         |
| Biu Chun Rangers 1      | [[Datei:Beispielbild.jpg\|rahmenlos\|25px]] -->style="background-color: var(--dewiki-hintergrundfarbe1); color: #808080; vertical-align: middle; text-align:center; text-transform: capitalize;" \| – |         |         |         |         |         |         |         |           |         |
| Wong Tai Sin DRSC       | [[Datei:Beispielbild.jpg\|rahmenlos\|25px]] -->style="background-color: var(--dewiki-hintergrundfarbe1); color: #808080; vertical-align: middle; text-align:center; text-transform: capitalize;" \| – |         |         |         |         |         |         |         |           |         |
| Tai Po FC 8             | |         |         |         |         |         |         |         |           |         |
| Southern District FC 7  | [[Datei:Beispielbild.jpg\|rahmenlos\|25px]] -->style="background-color: var(--dewiki-hintergrundfarbe1); color: #808080; vertical-align: middle; text-align:center; text-transform: capitalize;" \| – |         |         |         |         |         |         |         |           |         |
| Metro Gallery FC 4      | [[Datei:Beispielbild.jpg\|rahmenlos\|25px]] -->style="background-color: var(--dewiki-hintergrundfarbe1); color: #808080; vertical-align: middle; text-align:center; text-transform: capitalize;" \| – |         |         |         |         |         |         |         |           |         |
| King Fung FC 3          | [[Datei:Beispielbild.jpg\|rahmenlos\|25px]] -->style="background-color: var(--dewiki-hintergrundfarbe1); color: #808080; vertical-align: middle; text-align:center; text-transform: capitalize;" \| – |         |         |         |         |         |         |         |           |         |
| R&F 6                   | [[Datei:Beispielbild.jpg\|rahmenlos\|25px]] -->style="background-color: var(--dewiki-hintergrundfarbe1); color: #808080; vertical-align: middle; text-align:center; text-transform: capitalize;" \| – |         |         |         |         |         |         |         |           |         |
| Hongkong FC             | [[Datei:Beispielbild.jpg\|rahmenlos\|25px]] -->style="background-color: var(--dewiki-hintergrundfarbe1); color: #808080; vertical-align: middle; text-align:center; text-transform: capitalize;" \| – |         |         |         |         |         |         |         |           |         |
| Lee Man FC              | [[Datei:Beispielbild.jpg\|rahmenlos\|25px]] -->style="background-color: var(--dewiki-hintergrundfarbe1); color: #808080; vertical-align: middle; text-align:center; text-transform: capitalize;" \| – |         |         |         |         |         |         |         |           |         |
| Hoi King SA             | [[Datei:Beispielbild.jpg\|rahmenlos\|25px]] -->style="background-color: var(--dewiki-hintergrundfarbe1); color: #808080; vertical-align: middle; text-align:center; text-transform: capitalize;" \| – |         |         |         |         |         |         |         |           |         |
| Happy Valley AA 10      | |         |         |         |         |         |         |         |           |         |
| Resources Capital FC 11 | [[Datei:Beispielbild.jpg\|rahmenlos\|25px]] -->style="background-color: var(--dewiki-hintergrundfarbe1); color: #808080; vertical-align: middle; text-align:center; text-transform: capitalize;" \| – |         |         |         |         |         |         |         |           |         |
| Hongkong U23 FT 12      | [[Datei:Beispielbild.jpg\|rahmenlos\|25px]] -->style="background-color: var(--dewiki-hintergrundfarbe1); color: #808080; vertical-align: middle; text-align:center; text-transform: capitalize;" \| – |         |         |         |         |         |         |         |           |         |
| Sham Shui Po SA         | [[Datei:Beispielbild.jpg\|rahmenlos\|25px]] -->style="background-color: var(--dewiki-hintergrundfarbe1); color: #808080; vertical-align: middle; text-align:center; text-transform: capitalize;" \| – |         |         |         |         |         |         |         |           |         |

Quelle: Hong Kong Football Association
FußnotenAA – Athletic Association, DRSC – District Recreation & Sports Council, DSA – District Sports Association, FC – Football Club, FT – Football Team, RSA – Recreation & Sports Association, SA – Sports Association, SC – Sports Club

## Meisterhistorie
| Saison  | Meister                           | Vizemeister                       | 3. Platz                          |
| ------- | --------------------------------- | --------------------------------- | --------------------------------- |
| 2014/15 | Kitchee SC                        | Eastern AA                        | Pegasus FC                        |
| 2015/16 | Eastern AA                        | Kitchee SC                        | South China AA                    |
| 2016/17 | Kitchee SC                        | Eastern AA                        | Southern District FC              |
| 2017/18 | Kitchee SC                        | Tai Po FC                         | Hong Kong Pegasus FC              |
| 2018/19 | Tai Po FC                         | R&F                               | Southern District FC              |
| 2019/20 | Kitchee SC                        | Eastern AA                        | R&F (Hong Kong)                   |
| 2020/21 | Kitchee SC                        | Eastern AA                        | Lee Man FC                        |
| 2021/22 | Saisonabbruch e aufgrund COVID-19 | Saisonabbruch e aufgrund COVID-19 | Saisonabbruch e aufgrund COVID-19 |
| 2022/23 | Kitchee SC                        | Lee Man FC                        | Hong Kong Rangers FC              |
| 2023/24 | Lee Man FC                        | Tai Po FC                         | Eastern AA                        |

Quelle: The Rec.Sport.Soccer Statistics Foundation

## Stadionvergabe
In Hongkong besitzen die meisten Fußballvereine der Premier League kein eigenes „Heimstadion“. Daher wird ihnen die Nutzung der regional öffentlichen Stadien als „Heimstadien“ von der Hongkonger Stadtverwaltung gegen ein Entgelt (Gebühr) zur Verfügung gestellt. Seit der Fußballsaison 2009/10 wird die Stadionnutzung durch die Saisonleistung bzw. Tabellenplatzierung der Vereine im Liga-Wettbewerb durch das „Heim-Gast-Nutzungsvergabesystem für Hongkongs Fußballspitzenliga“ (香港足球頂級聯賽主客制 / 香港足球顶级联赛主客制) geregelt. Der Betrieb und die Verwaltung der öffentliche Stadien erfolgt meist durch das Leisure and Cultural Services Department, kurz LCSD (康文署) der Hongkonger Regierung, die in Zusammenarbeit mit dem HKFA die Nutzungsrechte an die Vereine vergibt. Die Nutzungsvergabe der Stadien für die Vereine ist nicht fix und kann sich saisonal ändern. Für die Saison 2023/24 sieht wie folgt aus:
| Aberdeen SG        |
| 香港仔運動場       |
| ------------------ |
| Kapazität: 4.500   |
| Distrikt: Southern |
| Lage: ⊙            |
| Southern           |
|                    |
| HKFC Stadium d     |
| 香港足球會球場     |
| Kapazität: 2.750   |
| Distrikt: Wan Chai |
| Lage: ⊙            |
| HKFC               |
|                    |

| Mong Kok Stadium         |
| 旺角大球場               |
| ------------------------ |
| Kapazität: 6.664         |
| Distrikt: Yau Tsim Mong  |
| Lage: ⊙                  |
| Kitchee & Eastern        |
|                          |
| Hammer Hill Rd SG        |
| 斧山道運動場             |
| Kapazität: 2.200         |
| Distrikt: Wong Tai Sin   |
| Lage: ⊙                  |
| Hongkong U23             |
|                          |
| Sham Shui Po SG          |
| 深水埗運動場             |
| Kapazität: 2.194         |
| Distrikt: Sham Shui Po   |
| Lage: ⊙                  |
| Sham Shui Po             |
|                          |
| North District SG        |
| 北區運動場               |
| Kapazität: 2.500         |
| Distrikt: North District |
| Lage: ⊙                  |
| North District           |
|                          |

| Tseung Kwan O SG            |
| 將軍澳運動場                |
| --------------------------- |
| Kapazität: 3.500            |
| Distrikt: Sai Kung          |
| Lage: ⊙                     |
| Lee Man                     |
|                             |
| Tai Po SG                   |
| 大埔運動場                  |
| Kapazität: 3.200            |
| Distrikt: Tai Po            |
| Lage: ⊙                     |
| Tai Po                      |
|                             |
| Tsing Yi SG                 |
| 青衣運動場                  |
| Kapazität: 1.500            |
| Distrikt: Kwai Tsing        |
| Lage: ⊙                     |
| Rangers & Resources Capital |
|                             |

Quelle: Hong Kong Football Association, Leisure and Cultural Services Department (LCSD) und Offside
FußnoteSG – Sports Ground

## Besten Torschützen seit 2015
| Saison  | Name                                             | Mannschaft                        | Tore                              |
| ------- | ------------------------------------------------ | --------------------------------- | --------------------------------- |
| 2014/15 | Giovane                                          | Eastern AA                        | 17                                |
| 2015/16 | Giovane Admir Adrović                            | Eastern AA Pegasus FC             | 10                                |
| 2016/17 | Sandro                                           | Kitchee SC                        | 21                                |
| 2017/18 | Lucas Silva                                      | Kitchee SC                        | 15                                |
| 2018/19 | Lucas Silva Manuel Bleda                         | Kitchee SC Eastern AA             | 12                                |
| 2019/20 | Serges Déblé                                     | R&F (Hong Kong)                   | 12                                |
| 2020/21 | Dejan Damjanović                                 | Kitchee SC                        | 17                                |
| 2021/22 | Saisonabbruch e aufgrund COVID-19                | Saisonabbruch e aufgrund COVID-19 | Saisonabbruch e aufgrund COVID-19 |
| 2022/23 | Dejan Damjanović Ruslan Mingazow Everton Camargo | Kitchee SC Lee Man FC             | 17                                |
| 2023/24 | Noah Baffoe Henri Anier                          | Eastern AA Lee Man FC             | 17                                |

## Pokal und Preise
Die Staffelung der Preisgelder beim Meisterpokal – Hong Kong Premier League Championship – zur Eröffnungssaison 2014/15.
| Platzierung | Preisgeld [HKD] |
| ----------- | --------------- |
| 1. Platz    | 480.000         |
| 2. Platz    | 216.000         |
| 3. Platz    | 144.000         |
| 4. Platz    | 108.000         |
| 5. Platz    | 84.000          |
| 6. Platz    | 60.000          |
| 7. Platz    | 48.000          |
| 8. Platz    | 36.000          |
| 9. Platz    | 24.000          |

Quelle: Oriental Daily News

## Galerie

Fußballveranstaltungen in Hongkong
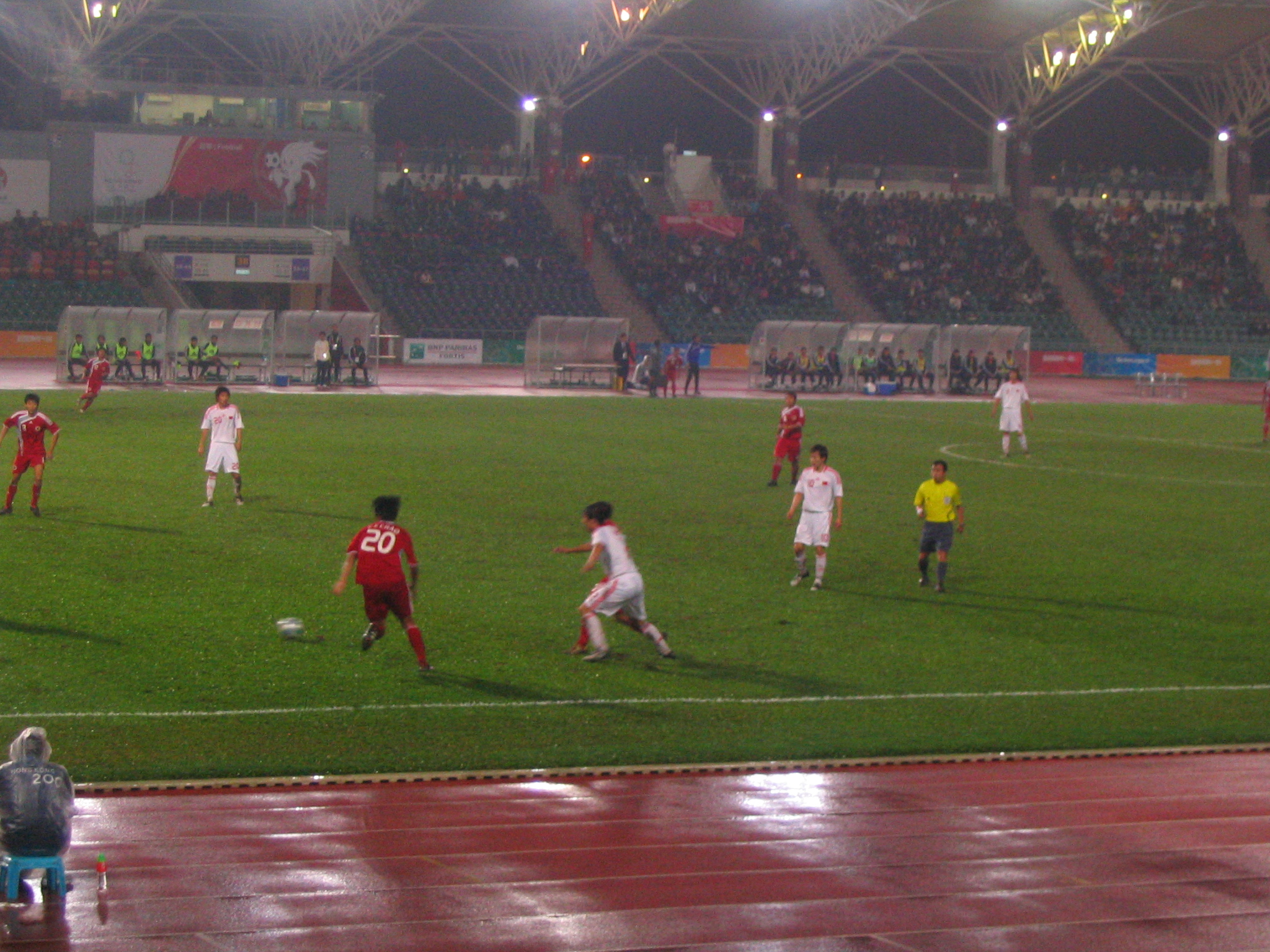
Hongkong vs. China – EAG, Siu Sai Wan SG, 2009
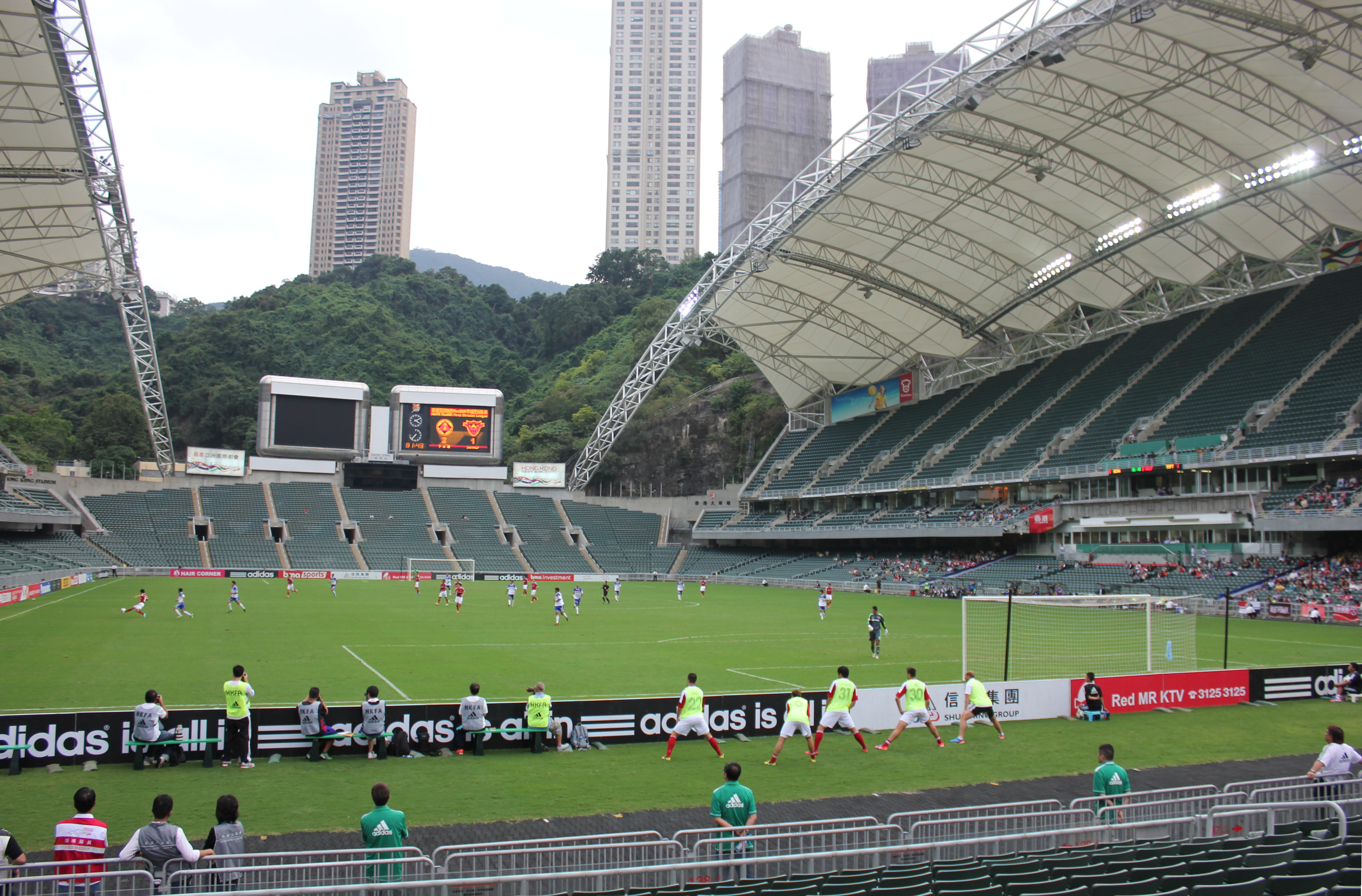
SCAA vs. Tuen Mun SA – Hong Kong Stadium, 2012
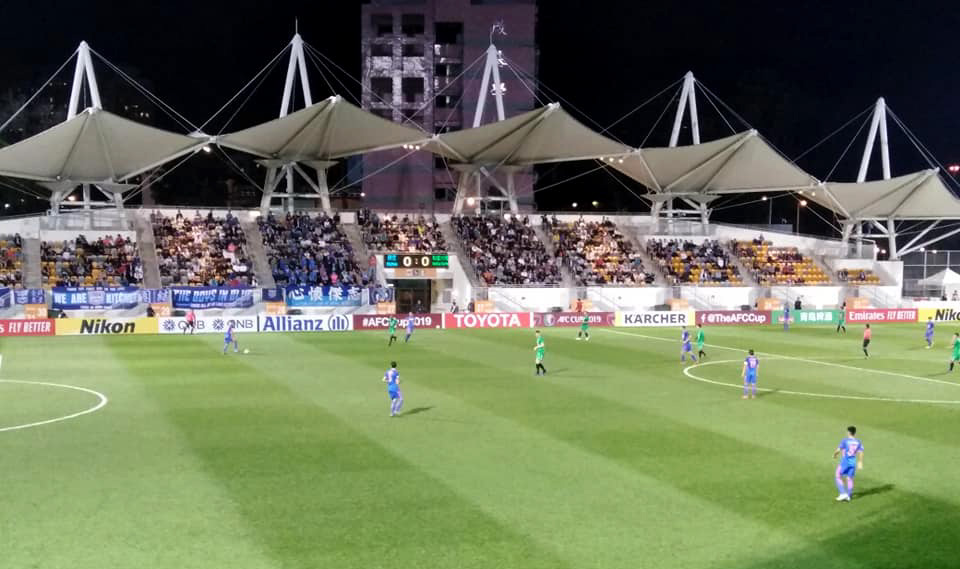
Kitchee SC vs. Tai Po FC – Mong Kok Stadium, 2019
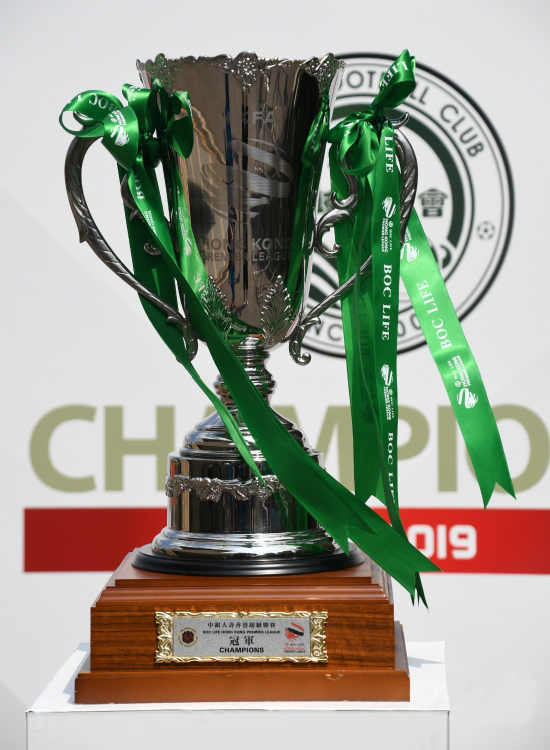
Pokal der Hong Kong Premier League, 2019